# Sacerdotalis caelibatus
Sacerdotalis Caelibatus ist der Titel der sechsten Enzyklika des römisch-katholischen Papstes Paul VI. vom 24. Juni 1967. Sie trägt den Untertitel über den Zölibat der Priester. Paul VI. hatte die Zölibatsfrage, also die Ehelosigkeit der Priester, der Erörterung beim Zweiten Vatikanischen Konzil entzogen. Stattdessen entschied er, dass der Zölibat als kirchliche Vorschrift erhalten bleiben solle. Die Enzyklika lotet das Problem sehr tiefgehend aus.

## Inhaltsverzeichnis
Das Thema wird in 99 nummerierten Absätzen behandelt, die in zwei Teile und acht Kapitel geordnet sind. Die Aufteilung ist:
Einleitung
mit einer Zwischenüberschrift: „Einwände gegen den priesterlichen Zölibat“
Erster Teil
I. Begründung des Zölibats
II. Der Zölibat im Leben der Kirche
III. Der Zölibat und die menschlichen Werte
Zweiter Teil
I. Priesterausbildung
II. Das Priesterleben
III. Beklagenswerte Untreue
IV. Geistliche Vaterschaft des Bischofs
V. Die Aufgabe der Gläubigen
Schluß